# Zmarli w grudniu 2011

## Grudzień 2011
- 31 grudnia
  - Jerzy Kluger, inżynier, żydowski przyjaciel Jana Pawła II[1]
  - Piotr Kosiń, polski harcerz i pilot, żołnierz Polskich Sił Zbrojnych na Zachodzie[2]
  - Luigi Verze, włoski duchowny katolicki, ksiądz, założyciel imperium medycznego[3]
- 30 grudnia
  - Ricardo Legorreta, meksykański architekt, laureat nagrody AIA Gold Medal[4]
  - Maria Sienkiewicz, polska aktorka, wnuczka Henryka Sienkiewicza[5]
  - Mirko Tremaglia, włoski prawnik, polityk, minister[6]
- 28 grudnia
  - Kaye Stevens, amerykańska aktorka, piosenkarka[7]
- 27 grudnia
  - Helen Frankenthaler, amerykańska malarka[8]
  - Clifford Darling, bahamski polityk, gubernator generalny Bahamów[9]
  - Michael Dummett, brytyjski filozof, logik[10]
  - Mykoła Kolcow, ukraiński piłkarz, trener piłkarski[11]
  - Johnny Wilson, kanadyjski hokeista[12]
- 26 grudnia
  - Pedro Armendáriz Jr., meksykański aktor[13]
  - Janusz Cegiełła, polski dziennikarz muzyczny[14]
  - Sam Rivers, amerykański muzyk jazzowy, kompozytor[15]
- 25 grudnia
  - Habib Galhia, tunezyjski bokser[16]
  - Michał Sumiński, polski zoolog, dziennikarz[17]
- 24 grudnia
  - Witalij Cieszkowski, rosyjski szachista, arcymistrz[18]
  - Johannes Heesters, holenderski aktor i piosenkarz; najstarszy aktywny aktor na świecie[19]
- 23 grudnia
  - Grzegorz Hołdanowicz, polski dziennikarz, publicysta w zakresie wojskowości, redaktor naczelny miesięcznika "Raport – wojsko technika obronność"[20]
- 22 grudnia
  - Piotr Figiel, polski kompozytor[21]
  - Nina Mula, albańska śpiewaczka operowa (sopran)[22]
  - Maria Trzcińska, polska emerytowana sędzia, wieloletni pracownik Głównej Komisji Badania Zbrodni Hitlerowskich w Polsce w IPN, autorka publikacji historycznych[23]
- 21 grudnia
  - John Chamberlain, amerykański rzeźbiarz[24]
  - Maria Kleitz-Żółtowska, polska prawnik i działaczka związkowa, posłanka na Sejm I i III kadencji[25]
  - Werner Otto, niemiecki przedsiębiorca[26]
  - Alphonsine Phlix, belgijska polityk i menedżer, posłanka do Parlamentu Europejskiego[27]
  - Jewhen Rudakow, ukraiński piłkarz[28]
- 20 grudnia
  - Hana Andronikova, czeska pisarka[29]
  - Yoshimitsu Morita, japoński reżyser filmowy[30]
  - Leopold Unger, polski dziennikarz, publicysta, eseista, komentator ds. międzynarodowych[31]
- 19 grudnia
  - Jan Błuszkowski, polski socjolog, profesor UW[32]
  - Alfred Czermiński, polski ekonomista[33]
  - Héctor Núñez, urugwajski piłkarz i trener[34]
- 18 grudnia
  - Jeremy Doyle, australijski niepełnosprawny sportowiec, mistrz świata w koszykówce na wózkach z 2010 roku[35]
  - Václav Havel, czeski pisarz i dramaturg, działacz antykomunistyczny; ostatni prezydent Czechosłowacji (1989–1992) i pierwszy prezydent Republiki Czeskiej (1993–2003)[36]
  - Ralph MacDonald, amerykański perkusista i kompozytor[37]
  - Don Sharp, brytyjski reżyser filmowy[38]
- 17 grudnia
  - Kim Dzong Il, północnokoreański przywódca komunistyczny[39]
  - Cesária Évora, piosenkarka z Republiki Zielonego Przylądka[40]
  - Andrzej Roman, polski dziennikarz sportowy i pisarz[41]
  - Krzysztof Szmagier, polski reżyser filmowy, dokumentalista[42]
- 16 grudnia
  - Dragan Dostanić, serbski piłkarz, trener piłkarski[43]
  - Romuald Wołk, polski inżynier i projektant[44]
  - Dan Frazer, amerykański aktor[45]
- 15 grudnia
  - Jan Bojko, polski dyplomata, ambasador w Angoli (1985–1988)[46]
  - Graham Booth, brytyjski polityk, poseł do PE[47]
  - Bob Brookmeyer, amerykański puzonista i pianista jazzowy, kompozytor[48]
  - Christopher Hitchens, brytyjsko-amerykański pisarz, dziennikarz i krytyk literacki[49]
  - Piotr Nitecki, polski ksiądz katolicki, dziennikarz i historyk Kościoła[50]
- 14 grudnia
  - Luigi Carpaneda, włoski szermierz, florecista[51]
  - Boris Czertok, rosyjski konstruktor[52]
  - Paul-Émile Deiber, francuski aktor i reżyser[53]
  - Karl-Heinrich von Groddeck, niemiecki wioślarz[54]
  - Joe Simon, amerykański autor komiksów[55]
  - Zdzisław Sosnowski, polski dziennikarz sportowy[56]
  - Billie Jo Spears, amerykańska piosenkarka county[57]
- 13 grudnia
  - Russell Hoban, amerykański pisarz[58]
  - Klaus-Dieter Sieloff, niemiecki piłkarz[59]
- 12 grudnia
  - Sunday Bada, nigeryjski lekkoatleta, sprinter[60]
  - Pupi Campo, amerykański muzyk, pochodzący z Kuby, perkusista[61]
  - Mălina Olinescu, rumuńska piosenkarka[62]
- 11 grudnia
  - John Patrick Foley, amerykański duchowny katolicki, kardynał, Wielki Mistrz Zakonu Rycerskiego Grobu Bożego w Jerozolimie[63]
  - Harold Hopkins, australijski aktor[64]
  - Bonnie Prudden, amerykańska promotorka fitness[65]
  - Leszek Skrzydło, polski dziennikarz, reżyser filmów dokumentalnych[66]
- 10 grudnia
  - Mirosław Schlief, polski siatkarz[67]
- 9 grudnia
  - Jerzy Michnol, polski więzień niemieckiego obozu Auschwitz[68]
  - Karol Mrowiec, polski ksiądz katolicki, członek zgromadzenia misjonarzy, polski muzykolog, profesor KUL[69]
  - Stanisław Podemski, polski dziennikarz[70]
- 8 grudnia
  - Gilbert Adair, brytyjski pisarz, dziennikarz, krytyk literacki[71]
  - Zelman Cowen, australijski prawnik, gubernator generalny Australii[72]
  - Jerzy Lipka, polski twórca ludowy[73]
  - Antoni Nawrocki, polski samorządowiec i działacz partyjny, naczelnik i burmistrz Solca Kujawskiego (1984–2011)[74]
  - Roman Simakow, rosyjski bokser[75]
  - Mike Wiggs, brytyjski lekkoatleta, długodystansowiec[76]
- 7 grudnia
  - Stanisław Kondarewicz, polski architekt, twórca, nauczyciel akademicki[77]
  - Antoni Kość, polski duchowny, profesor KUL[78]
  - Nuno Viriato Tavares de Melo Egídio, portugalski generał i polityk, gubernator Makau (1979–1981), szef sztabu generalnego (1981–1984)[79]
  - Harry Morgan, amerykański aktor; gwiazdor serialu M*A*S*H[80]
  - Jerry Robinson, amerykański animator, twórca komiksów m.in. Jokera[81]
  - Włodzimierz Wielgat, polski duchowny katolicki, infułat, rektor Wyższego Seminarium Duchownego w Łomży (1975–1982) i Ełku (1992–1993)[82]
- 6 grudnia
  - Brent Darby, amerykański koszykarz[83]
  - Dobie Gray, amerykański piosenkarz soul[84]
  - Irena Jezierska, polska piosenkarka, artystka estradowa[85]
  - Piotr Kowalski, polski filolog, etnolog, folklorysta, historyk i krytyk kultury[86]
  - Zbigniew Safjan, polski pisarz, scenarzysta, dziennikarz[87]
- 5 grudnia
  - Peter Gethin, brytyjski kierowca wyścigowy[88]
  - Edmund Trempała, polski profesor dr hab. nauk humanistycznych, pedagog[89]
  - Violetta Villas, polska piosenkarka[90]
- 4 grudnia
  - Adam Hanuszkiewicz, polski aktor i reżyser teatralny[91]
  - Matti Yrjänä Joensuu, fiński pisarz[92]
  - Besim Kabashi, niemiecki kickbokser[93]
  - Sócrates, brazylijski piłkarz[94]
  - Hubert Sumlin, amerykański wokalista, gitarzysta bluesowy[95]
- 3 grudnia
  - Philip Burrell, jamajski producent muzyczny[96]
  - Sabri Godo, albański polityk, dziennikarz, pisarz, scenarzysta[97]
- 2 grudnia
  - Tadeusz Gardziel, polski politolog i prawnik[98]
  - Christopher Logue, angielski poeta[99]
  - Bill Tapia, amerykański muzyk[100]
  - Howard Tate, amerykański wokalista soulowy[101]
  - Bruno Bianchi, francuski producent filmowy i reżyser[102]
- 1 grudnia
  - Bill McKinney, amerykański aktor[103]
  - Christa Wolf, niemiecka pisarka[104]